# Nuoto Club Caserta
Il Caserta Nuoto Club è stato un club sportivo italiano con sede a Caserta, attivo nei settori del nuoto e della pallanuoto maschile. L'attività agonistica del club va dal 1986 al 1992, anno in cui la società confluisce nello Volturno.
In virtù della sua militanza nel campionato di Serie A2, culminata con la promozione in A1 raggiunta nella stagione 1991-92 e la conseguente partecipazione ai play-off scudetto, il Caserta Nuoto Club rappresenta la massima espressione raggiunta dalla pallanuoto nella città di Caserta.

## Storia

### Fondazione e prime stagioni in Serie A (1986-1991)
Il Caserta Nuoto Club nasce nel 1986. I colori sociali sono il rosso ed il blu; l'attività del club si svolge allo Stadio del Nuoto della Provincia di Caserta sito in via Laviano e inaugurato poco tempo prima. Ad appena due anni dalla sua fondazione, il Caserta partecipa al primo campionato di Serie A2, che però si conclude con la retrocessione.
La seconda partecipazione al campionato di Serie A2 è datata 1990, e al termine della stagione il Caserta si classifica al sesto posto ed ottiene la qualificazione ai play-out per la promozione in Serie A1. L'esperienza nei play-out si interrompe al primo turno: dopo aver sfiorato l'impresa e costretto la Lazio alla 'bella', i casertani si arrendono ai capitolini che accedono alla finale promozione.

### La promozione in Serie A1 e la scomparsa (1992)
La promozione nella massima serie arriva nella stagione successiva, quando a vestire i colori del Caserta arriva Sergej Markoč. Grazie alle reti dell'attaccante moldavo (che nella sola partita contro la Triestina alla 20ª giornata ne realizza 10), il Caserta chiude la stagione regolare con 19 vittorie e 3 sconfitte, e si classifica al primo posto ex aequo con il Civitavecchia, a cui va la prima posizione per la miglior differenza reti. La gara che consegna ai casertani la matematica promozione è la vittoria di Chiavari (risultato 19-17) alla penultima giornata.
Oltre alla promozione, il Caserta ottiene l'ammissione ai Play-off Scudetto. I quarti di finale vedono il Caserta affrontare i campioni d'Italia in carica della Rari Nantes Savona, che si aggiudicano la serie in due partite.
L'attività del club si interrompe nell'estate del 1992 in seguito alla rinuncia a prendere parte al campionato di Serie A1, dopo aver partecipato al primo turno di Coppa Italia.allenatore Bruno Cufino

## Giocatori celebri
Tra i giocatori che hanno militato nel Caserta spiccano i nomi del moldavo Sergej Markoč, ex attaccante della nazionale dell'Unione Sovietica, di Zoran Roje, ex difensore della nazionale jugoslava medaglia d'oro alle olimpiadi di Los Angeles 1984, e di Fabio Bencivenga, ex centroboa della nazionale italiana con cui ha vinto la medaglia di Bronzo alle Olimpiadi di Atlanta 1996 e il Campionato Europeo di Vienna del 1995.

## Sponsor
- 1990-1991: nessuno
- 1991-1992: Negi Italiana

## Società

### Organigramma
- Presidente onorario: Giuseppe Gasparin
- Presidente: Roberto Del Giudice
- Vicepresidente: Valerio Iodice